# Craig Turpie
Craig Turpie, född 1974 i Stirling i Skottland, är ordförande för World Scout Committee, det verkställande organet för World Scout Movement.
Turpie studerade grafisk design vid University of Edinburgh och sedan en magisterexamen i Design från 1996 till 1997, specialiserad på nya medier som tittar på visuell kommunikation genom ny teknik.

## Scouting i Storbritannien
Craig Turpie engagerade sig först i Scouting genom att gå med i sin lokala scoutkår 1983  
Turpie var medlem i UK internationella team mellan 2001 och 2007.  
Craig var medlem i Europa Scout kommittén mellan 2004 och 2007 och dess ordförande 2007 till 2013.   
Turpie utsågs till Storbritanniens kommissionär för program 1 april 2014. Han innehade rollen fram till han blev till vald ordförande för World Scout Committee 2017.
År 2019 tilldelades Craig Gustaf Adolfs-märket, en utmärkelsen som ges av Scouterna (Sverige). 
Turpie var ex officio medlem av World Scout Committee under sin tid som ordförande för European Scout Committee 2007–2013. 
Han valdes till ordförande för World Scout Committee vid World Scout Conference 2017 i Baku, Azerbajdzjan. 
Turpie gifte sig med sin fru Cheryl år 2000. Paret träffades genom Scouting. 

## Utmärkelser
- Bronsvargen,  2022[2]
- Gustaf Adolfs-märket
- Silver Wolf Award

[Redigera Wikidata]